# Leo Belgicus
Leo Belgicus (с лат. — «бельгийский лев», «лев белгов») — карта Исторических Нидерландов в форме геральдического льва, изображённого на гербах отдельных нидерландских провинций, а также правящего Оранского дома. Бельгикой в XVI—XVII веках называли все Нижние страны (территория современных Бельгии и Нидерландов).
Первая такая карта была изготовлена в разгар борьбы нидерландских провинций за независимость, в 1583 году, австрийским картографом Михелем Эйтцингером. На этой карте голова льва помещена в верхнем правом углу и соответствует северо-западным провинциям Нидерландов.
Австрийскому прототипу следует наиболее известная карта Нидерландов в форме геральдического льва, изготовленная по случаю заключения в 1609 году Двенадцатилетнего мира голландским картографом Класом Янсоном Пискатором. Примерно тем же временем датируется карта Йодокуса Хондиуса, на которой лев смотрит в противоположную сторону.
Ко времени заключения Вестфальского мира, оставившего Южные Нидерланды в руках испанской короны, картографы стали наносить на карты в форме льва одну только Республику Соединённых провинций. Такие карты известны под названием «льва Голландии» (лат. Leo Hollandicus).
- Голландский лев